# 五福站
五福站，位于中国黑龙江省齐齐哈尔市大五福村，是一个已撤销的铁路车站。
该车站建于1958年，邮政编码161041，有滨洲铁路经过该站，车站及其上下行区间均未电气化。车站距离哈尔滨站277公里，隶属哈尔滨铁路局，是五等站。